# 地主琢磨
地主 琢磨（じぬし たくま、1977年9月23日 - ）は、麻将連合に所属する競技麻雀のプロ雀士。神奈川県出身。

## 人物
2002年度ツアー審査合格。ツアー選手として公式戦を3勝し、2020年1月認定プロに昇格。
麻将連合にて競技麻雀プロとして活動する一方で、『賭けない 飲まない 吸わない』をモットーとする日本健康麻将協会認定のレッスンプロとして健康麻将の普及に尽力している。
神奈川県横浜市港北区綱島西にある健康麻雀店「健康まあじゃんサロン シャングリラ」のマネージャー。

## 主なタイトル
- μカップ 優勝3回（2005年度 イン横浜、2017年度 インスリアロ～冬～、2018年度 イン横浜）[1]
- 第11期将星決定戦　準優勝[2]
- 第12期将星決定戦　準優勝[3]
- 第27回BIG1カップ